# 间谍亚契
《间谍亚契》（英語：Archer）是一部由美国FX电视频道推出的成人动画喜剧。制片人为亚当·瑞德(Adam Reed)。讲述的是发生在一家国际机密情报机构ISIS（全称 International Secret Intelligence Service，第六季开始并入CIA）的故事。虽说是间谍剧，但是大多数情况下讲述的还是办公室的一些鸡毛蒜皮的琐事。

## 設定

### 角色
主要角色與配音員
- 亨利·詹·本杰明（英语：H. Jon Benjamin）饰 斯特令·玛勒瑞·亚契（Sterling Malory Archer）片中主角，ISIS的名牌特工，代号“女伯爵”。不务正业，喜欢挪用公款到处旅游，把妹招妓。弱点是母亲，听到旁人提起母亲和情人上床会呕吐甚至晕倒。
- 杰茜卡·沃尔特饰 玛勒瑞·亚契（Malory Archer）斯特令的母亲，同时也是ISIS组织的主管，是个说话尖利刻薄的老女人。喜欢酗酒，与斯特令的关系非常糟糕。年轻时有许多风流韵事。
- 爱莎·泰勒（英语：Aisha Tyler）饰 拉娜·凯因（Lana Kane）ISIS的性感女特工，有暴力倾向。斯特令的前女友。与斯特令分手后曾短暂和西里尔交往。但本人很不喜欢称西里尔为其男友，但西里尔和别的女人搭讪时自己又会吃醋。在第四季最终话爆出已怀孕，第五季最终话生下一个女儿（Abbiejean）。Abbiejean是一个人工授精的试管婴儿，父亲是亚契。
- 克里斯·帕奈尔饰 西里尔·菲吉斯（Cyril Figgis）ISIS会计部主任，是个观念传统的老好人。曾和拉娜交往过，因为性格软弱经常被拉娜凌虐，但心里依然爱着她。平时似乎难以承受压力，但偶尔也有出色的救场表现。
- 朱蒂·格里尔（英语：Judy Greer）饰 谢里尔·圖特（Cheryl Tunt）后来改名为开萝尔（Carol），秘书。是个缺爱的受虐狂。喜欢吸食强力胶以及纵火，真實身分是身價上億的鐵路大亨。
- 安玻尔·纳什（英语：Amber Nash）饰 潘姆·普維（Pam Poovey）ISIS人力资源部主任，因为体型胖所以经常被同事嘲弄。在ISIS以外从事地下拳击所以出奇地强壮。似乎有便秘的毛病。缺少異性缘，但一次酒醉后和斯特令上床竟令他难以忘怀。
- 勒奇·耶斯（英语：Lucky Yates）飾阿爾及諾普·克里格（Algernop Krieger），ISIS的應用研究部門主管，但浪費著時間和金錢研究著滿足各種性癖的性玩具而非諜戰道具。還是一個御宅族，喜歡看觸手系十八禁動漫，此外創造出一個取名叫宮住光子（Mitsuko Miyazumi）的日本動漫美少女的投影影像作自己的女朋友/未婚妻。亦懂得將人類改造成為生化人。曾經懷疑自己是希特勒的克隆人。
- 亞當·里德飾 雷·吉列（Raymond "Ray" Q. Gillette）ISIS較有能力的特工，是一名炸彈專家和飛行員，是位同性戀者，曾多次因為斯特林的自大而癱瘓，在第四季中，克里格博士為雷裝了新生化腿。
- 乔治·柯（英语：George Coe）饰 伍德豪斯（Woodhouse）亚契家的管家，兢兢业业但不受重视。年轻时是一战英国战争英雄，退伍后因为给待产的玛勒瑞接生结识玛勒瑞，进而抚养斯特令长大。海洛因成瘾者。与罗马教皇长相出奇地相似。

### 背景
該劇設定於一個不確定確切年代的冷戰背景，但卻同時有很多超出該時代的科技，例如智慧型手機、太空站和意識上傳，主角是一群工作於紐約的一間名為ISIS(International Secret Intelligence Service)間諜組織同事，故事往往有關於他們時而拙劣的工作表現，並結合了當代社會背景，例如反共國家的毒品交易、美蘇間諜戰等。